# Parvez Diniar
Parvez Irani Diniar (ur. 7 marca 1954) – indyjski koszykarz, uczestnik Letnich Igrzysk Olimpijskich 1980.
Na olimpiadzie rozegrał 7 spotkań. Razem z drużyną zajął ostatnie 12 miejsce. Zdobył:
- 24 punkty,
- 3 zbiórki,
- 3 asysty
- 1 przechwyt,
- 2 bloki[1].